# Charles Frédéric Porret
Charles Frédéric Porret (* 22. Februar 1845 in Fresens, anderer Ort Peseux; † 24. Juni 1921 in Lausanne) war ein Schweizer evangelischer Geistlicher und Hochschullehrer.

## Leben

### Familie
Charles Frédéric Porret war der Sohn von Josué Porret und dessen Ehefrau Marie (geb. Ecuyer).
Er war in erster Ehe mit Marie-Cécile, Tochter von Auguste Gross und seit 1884 in zweiter Ehe mit Anna, Tochter von Charles-Auguste Bonjour, verheiratet.

### Werdegang
Nach einem Theologiestudium an der Akademie Neuenburg, unter anderem bei Frédéric Godet, sowie an der Universität Tübingen, war Charles Frédéric Porret von 1868 bis 1869 Lehrer für Philosophie am Gymnasium in Neuenburg.
Nachdem seiner Ordination 1869, war er zunächst Vikar in Chexbres und von 1870 bis 1873 Pfarrer in L’Abbaye im Vallée de Joux.
1873 wurde er zum Professor für Praktische Theologie und Exegese des Neuen Testaments an die Freie Theologische Fakultät in Lausanne berufen und war bis Juli 1918 in diesem Lehramt tätig; anschliessend wurde er zum Honorarprofessor ernannt.
1910 berief ihn die Freikirche von Missy zu ihrem Pastor.

### Geistliches und berufliches Wirken
Charles Frédéric Porret war anfangs als Mitarbeiter bei der Zeitschrift Chrétien évangélique tätig, bevor er von 1877 bis 1881 deren Herausgeber war. 1918 wurde er Redakteur der Feuille religieuse du canton de Vaud, der ältesten religiösen Zeitung der französischsprachigen Schweiz, die 1826 gegründet worden war.
Dazu verfasste er zahlreiche Publikationen zur Theologie und publizierte Erbauungsliteratur.
Von 1883 bis 1901 war er Mitglied des Synodalausschusses der Freikirche, dem er fünfmal vorstand.

### Ehrungen und Auszeichnungen
Anlässlich seines vierzigjährigen Jubiläums seiner Lehrtätigkeit verlieh 1913 die Universität Neuenburg Charles Frédéric Porret das Diplom eines Ehrendoktors.

## Schriften (Auswahl)
- Rapports et difference entre le christianisme évangélique et le christianisme libéral. Lausanne 1872.
- La Notion du ministère dans le Nouveau-Testament. In: Chrétien évangélique: revue religieuse de la Suisse romande, 1875.
- Alexandre Vinet; Charles Frédéric Porret: Le Sabbat juif et le dimanche chretien. Lausanne: A. Imer, 1877.
- Bernhard Friedrich von Wattenwyl-de Portes; Charles Porret: De l'organisation des réunions de quartier dans le sein des Eglises libres. Lausanne: G. Bridel, 1884.
- La notion du péché: étude morale. Lausanne 1890.
- La notion biblique du miracle. Lausanne 1895.
- La conception ecclésiastique d'Alexandre Vinet. Lausanne: Impr. G. Bridel, 1897.
- Armand Vautier; Charles Schroeder; Charles Porret; Philippe Louis Justin Bridel; Eugène Secrétan: A la mémoire d'Alexandre Vinet. Lausanne : G. Bridel & Cie éd., 1897.
- Justification, sanctification et christianisme social au point de vue du Ministère évangélique. Lausanne: G. Bridel, 1901.
- Aperçu des Epîtres de St Paul dans leur succession historique. Lausanne: Impr. J. Regamey, 1903.
- Michel de Schoulepnikow; Charles Porret: Le péril jésuitique. Lausanne: G. Bridel; Paris: Fischbacher, 1903.
- Brouillon de petites anecdotes et vieux contes en patois: souvenirs du père Charles. Fleurier 1915.
- A ceux qui aiment la Bible: un commentaire du N.T. Lausanne, 1916.